# Fester's Quest
Fester's Quest, o Uncle Fester's Quest: The Addams Family nella schermata arcade, è un videogioco pubblicato nel 1989 per il sistema arcade PlayChoice-10 e per Nintendo Entertainment System, basato sulla serie degli anni sessanta La famiglia Addams.

## Trama
Si interpreta Zio Fester nella sua missione per salvare la pacifica cittadina in cui risiede con la sua famiglia da un'invasione aliena.

## Meccanica di gioco
Lo Zio Fester incontrerà gli altri membri della famiglia, tutti quanti bisognosi d'aiuto. Il gioco utilizza il sistema di sparatutto con visuale dall'alto e scorrimento multidirezionale originato da Blaster Master. Fester può esplorare numerosi anfratti e la visuale cambia in un simil 3D. Nella maggior parte delle costruzioni ci sono cinque enormi boss alieni, ognuno dei quali, sconfitto, concederà a Fester il tassello di un puzzle da portare a termine per completare l'immagine di un UFO. Sconfitto un boss, la sezione precedente al boss non sarà più esplorabile.

## Recensioni
La rivista Computer and Video Games ha dato al gioco una valutazione di 56%.